# Ruyangosaurus
Ruyangosaurus is een geslacht van plantenetende sauropode dinosauriërs dat tijdens het late Krijt leefde in het gebied van het huidige China.

## Vondst en naamgeving
De typesoort Ruyangosaurus giganteus werd in 2009 beschreven en benoemd door Lü Jungchang, Jia Songhai, Zhang Xingliao, Zhang Jiming, Yang Lili, You Hailu en Ji Qiang. De geslachtsnaam verwijst naar het district Ruyang. De soortaanduiding is Latijn voor "reusachtig".

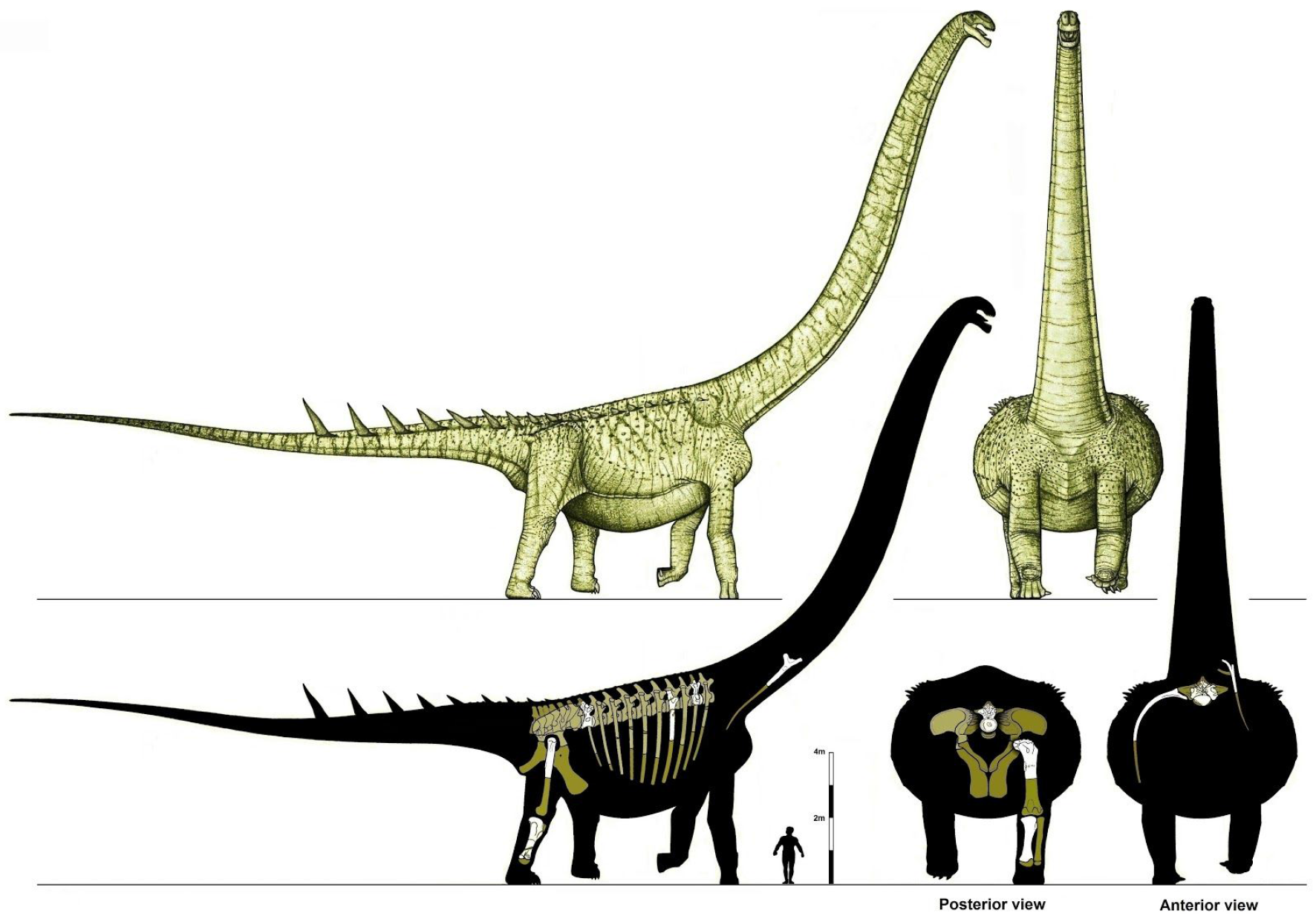
Een diagram van het skelet met de beenderen van het holotype in het wit en aanvullend materiaal in olijfgroen

Het fossiel, holotype 41HIII-0002, werd gevonden bij het dorp Shengshuigou nabij de stad Liudian in de provincie Henan in een laag van de Mangchuanformatie daterend uit het Cenomanien - Turonien, 99,6 tot 89,3 miljoen jaar oud. Het bestaat uit een gedeeltelijk skelet zonder schedel. Bewaard zijn gebleven: een achterste halswervel, een achterste ruggenwervel, een nekrib, een rib, de bovenkant van een rechterdijbeen en een robuust rechterscheenbeen. De identificatie van de halswervel is onzeker daar het element nogal beschadigd is; in 2017 werd het element gezien als een voorste wervel van de rug. Hoewel uit dezelfde locatie Huanghetitan bekend is, bestaat er geen twijfel dat het hier om een verschillende soort gaat. Het fossiel behoort tot de collectie van het geologisch museum van Henan. Aanvullend materiaal is gevonden maar niet formeel toegewezen.
In 2014 werd het skelet meer in detail beschreven.

## Beschrijving

### Grootte en onderscheidende kenmerken
Ruyangosaurus was een reusachtige planteneter. De resten duiden op een dier van enorme grootte: de wervels kunnen in omvang vergeleken worden met die van Argentinosaurus, het scheenbeen wijst echter met een lengte van 127 centimeter op een formaat dat 15% lager ligt. Ruyangosaurus was daarmee de grootste sauropode die in 2009 uit Azië bekend was.
Als we de meest recente schattingen van Argentinosaurus als referentie gebruiken, was Ruyangosaurus een vijfentwintig meter lang; de beschrijving gaat uit van oudere schattingen en komt zo uit op een lengte van ongeveer dertig meter. In 2017 kwam een studie tot een schatting van 30,6 meter door een vergelijking met het bekken van Giraffatitan, waarbij echter geen rekening gehouden werd met de mogelijkheid dat dit relatief smaller was.

Een vergelijking in grootte met een mens

De beschrijvers wisten enkele onderscheidende kenmerken vast te stellen. De halswervels en ruggenwervels hebben een overdwars smal ruggenmergkanaal en lage doornuitsteeksels. Bij de ruggenwervels bevindt zich een grote driehoekige uitholling op de zijkant van de wervelboog. De ruggenwervels missen richels tussen het wervellichaam en de voorste gewrichtsuitsteeksels. Bij de ruggenwervels ligt er tussen de twee richels die van het doornuitsteeksel naar het zijuitsteeksel lopen een diepe uitholling aan de basis van het doornuitsteeksel. Van alle richels op de ruggenwervels is de achterste richel die op de onderzijde van het zijuitsteeksel naar het wervellichaam loopt het sterkst ontwikkeld. Bij de ruggenwervels is de richel tussen het wervellichaam en het achterste gewrichtsuitsteeksel zwak gevormd en dun, een driehoekige uitholling begrenzend samen met de richel tussen het achterste gewrichtsuitsteeksel en het zijuitsteeksel en de achterste richel die op de onderzijde van het zijuitsteeksel naar het wervellichaam loopt.
De studie uit 2017 gaf twee autapomorfieën aan, unieke afgeleide eigenschappen. De achterzijde van het dijbeen heeft vele ruwe putjes naast de vierde trochanter. De onderste breedte van het scheenbeen, van voor naar achteren gemeten, is precies 15% van de breedte overdwars op het middelste punt van de schacht.

### Skelet
Ruyangosaurus heeft nog een hyposfeen-hypantrum-complex van secundaire gewrichtsuitsteeksels, een basaal kenmerk. Het is echter zwak ontwikkeld; een studie uit 2017 ontkende zelfs de aanwezigheid ervan. De bouw van de ruggenwervels is relatief eenvoudig met een wervelboog die niet extreem hoog is. De achterste richel op de onderkant van het zijuitsteeksel is aan de basis gevorkt.

## Fylogenie
Ruyangosaurus behoorde vermoedelijk tot de Titanosauriformes. Hij is door de beschrijvers binnen de Titanosauria in de Andesauridae geplaatst maar dat was niet gebaseerd op een exacte cladistische analyse. Een studie uit 2017 concludeerde dat hij een lid was van de Lognkosauria.